# Bandera de las Islas Marianas del Norte

Bandera de las Islas Marianas del Norte

La bandera de las Islas Marianas del Norte fue adoptada el 4 de julio de 1976.
Como en las banderas de otras dependencias y estados independientes del Pacífico, como las Islas Marshall o Nauru, esta bandera muestra una estrella y un fondo de color azul. En este caso la bandera se ha inspirado en la que utilizó el Fideicomiso de las Islas del Pacífico. Además en esta bandera figura, detrás de una estrella blanca de cinco puntas, una taga que es un símbolo polinesio de fortaleza.
La guirnalda decorativa que rodea a los elementos mencionados fue añadida en 1981, como símbolo de los vínculos con la historia y costumbres ancestrales de la población de estas islas.

## Historial de banderas
|                                                         |
| Bandera de las Naciones Unidas utilizada de 1947 a 1965 |

|                                                                              |
| Territorio en Fideicomiso de las Islas del Pacífico utilizado de 1965 a 1972 |

|                                |
| Bandera oficial de 1972 a 1976 |

|                                  |
| Bandera utilizada de 1976 a 1989 |

- Datos: Q328889
- Multimedia: Flags of the Northern Mariana Islands / Q328889